# Leptotyphlops nigricans
Leptotyphlops nigricans — вид змій родини струнких сліпунів (Leptotyphlopidae). Ендемік Південно-Африканської Республіки

## Поширення і екологія
Leptotyphlops nigricans мешкають в горах і на рівнинах на півдні ПАР, на території Західнокапської та Східнокапської провінцій. Вони живуть в чагарниках, на луках і в саванах. Ведуть риючий спосіб життя. Відкладають яйця.